# ابن اجدابی
ابواسحاق، ابراهیم بن اسماعیل اجدابی شهرت‌یافته به ابن اجدابی (؟ -۱۰۷۷م) زبان‌شناس و نویسندهٔ مغربی لیبیایی در سدهٔ پنجم هجری بود. شهرتش منسوب به اجدابیه در نزدیکی طرابلس است. «کفایة المتحفظ»، «العروض»، «علم الأنساب»، «الأزمنة و الأنواء» از آثار اوست.